# Bendita rebeldía
Bendita rebeldía es una película colombiana de 2020 dirigida y escrita por Laura Pérez Cervera. Estrenada en febrero de 2020, protagonizada por Luna Baxter, Laura García Marulanda, Juana del Río. También cuenta con la participación de Julián Orrego, Juan Pablo Sánchez, Silvia Varón, Mayra Luna, Simón Elías, Cristina Andrade, Nicolás Blanco y Pablo Trujillo. Cuenta con el apoyo de Caracol Televisión y Cine Colombia.

## Sinopsis
Beatriz es una psicóloga cuya vida personal es un completo caos. Tras estar varios años radicada en México, decide regresar a su natal Colombia, más precisamente al hogar de su existencia. Al llegar descubre que su tía Elvira, una ex-monja, ha convertido su casa en un colegio. Aunque al principio ve con malos ojos este cambio, con el tiempo esta experiencia cambiará su vida y su forma de afrontar sus problemas personales.

## Reparto
- Luna Baxter es Beatriz.
- Laura García Marulanda es Elvira.
- Juana del Río es Andrea.
- Julián Orrego es Rodrigo.
- Juan Pablo Sánchez es Federico.
- Silvia Varón es Marcela.
- Simón Elías es Armando Casas.
- Nicolás Blanco es Nico.
- Pablo Trujillo es Carlos.
- Mayra Luna es Patricia.
- Mario Jurado es Ernesto.
- Juan Camilo Villa es el extra número 7.